# Fara Filiorum Petri
Fara Filiorum Petri ist eine italienische Gemeinde (comune) mit 1982 Einwohnern (Stand 31. Dezember 2023) in der Provinz Chieti in den Abruzzen. Die Gemeinde liegt etwa 10,5 Kilometer südsüdöstlich von Chieti. Der Komponist Giuseppe dell’Orefice (1848–1889) wurde hier geboren.

## Gemeindepartnerschaften
Fara Filiorum Petri unterhält Partnerschaften mit folgenden Gemeinden:
- Brasilien: Macaé, Bundesstaat Rio de Janeiro (seit 2005)
- Mexiko: Santa Maria da Feira, Distrikt Aveiro (seit 2005)
- Italien: Monteroni di Lecce, Provinz Lecce (seit 2007)

## Verkehr
Durch die Gemeinde führt die Strada Statale 81 Piceno Aprutina von Ascoli Piceno nach Casoli.

## Weinbau
In der Gemeinde werden Reben der Sorte Montepulciano für den DOC-Wein Montepulciano d’Abruzzo angebaut.